# تدليك بالحجارة

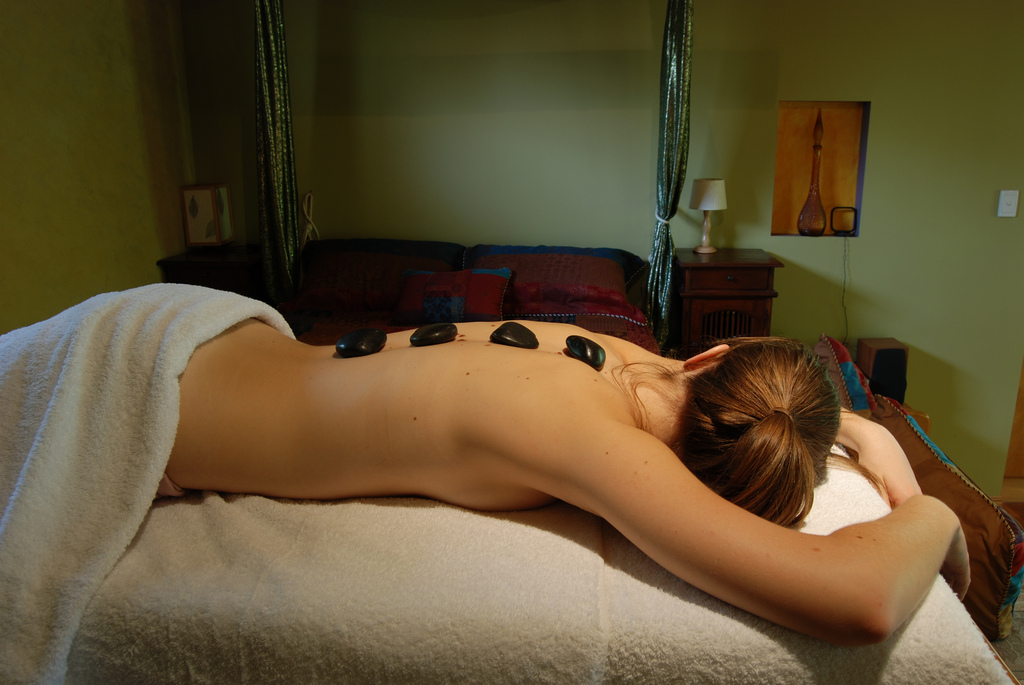
وضع الحجارة على الجسد

التدليك بالحجارة ويُسمى حرفيًا ستون ماساج (بالإنجليزية: Stone massage)‏ هو شكلٌ من أشكال العلاج بالتدليك في الطب البديل الذي يتضمن وضع عدد من الأحجار المُسخنة أو المبردة في الجسم بغرض تخفيف الآلام والاسترخاء والعلاج. هناك العديد من الاختلافات والتقنيات المستخدمة في تطبيق العلاج بالتدليك بالحجارة، وهي مشتقة من مجموعة متنوعة من الممارسات التقليدية. يستخدم التدليك بالحجارة في المقام الأول للتخفيف من مشاكل الألم الجسدي، ومع ذلك، فإنه ُيستخدم أيضًا لتعزيز الرفاهية العاطفية والروحية في الممارسة العملية.